# Oxyceros bispinosus
Oxyceros bispinosus là một loài thực vật có hoa trong họ Thiến thảo. Loài này được (Griff.) Tirveng. mô tả khoa học đầu tiên năm 1983.